# Philippe Müller
Pour les articles homonymes, voir Müller.
Philippe Müller, né le 17 août 1963 à Berne, est une personnalité politique bernoise, membre du Parti libéral-radical (PLR). Il est membre du gouvernement bernois depuis juin 2018.

## Biographie
Philippe Müller naît le 17 août 1963 à Berne.
Il suit sa scolarité à Stettlen et à Berne. Après sa maturité de type E (économie), il fait un apprentissage agricole, puis se lance dans des études d'agronomie à l'École polytechnique fédérale de Zurich. Il y obtient un diplôme d'ingénieur, complété par une licence en droit de l'Université de Berne et un brevet fédéral d’avocat,.
Après avoir travaillé dans une exploitation agricole pilote, dans un cabinet d'avocats à Berne et au tribunal de district de Konolfingen, il devient secrétaire politique du Parti radical-démocratique (PRD) suisse de 1996 à 1998, puis travaille à nouveau jusqu'en 2002 dans un cabinet d'avocats. Il rejoint ensuite la société de biotechnologies CSL Behring, dont il est membre de la direction depuis 2004,,. 
Il a le grade de major à l'armée.
Il habite à Berne. Il est en couple et père d'une fille,.

## Parcours politique
Il adhère au PRD en 1992.
Il siège au législatif communal de la ville de Berne de 2001 à 2010. Il le préside en 2005 et préside également son groupe parlementaire de 2007 à 2010.
Il est membre du Grand Conseil du canton de Berne du 1er juin 2010 (mieux élu de sa liste) au 31 mai 2018. Il y est vice-président de la Commission de la sécurité de juin 2014 à mai 2018.
Il est président du PLR de la ville de Berne de 2013 à 2017.
Le 1er juin 2017, il est préféré à Christian Wasserfallen par l'Assemblée des délégués de son parti pour être candidat à l'élection au Conseil-exécutif. Il y est élu le 25 mars 2018 et prend la tête le 1er juin 2018 de la Direction de la police et des affaires militaires, renommée Direction de la sécurité en 2020,. Il est réélu le 27 mars 2022, en deuxième position.